# ماورو سيوفي
ماورو سيوفي (بالإيطالية: Mauro Cioffi)‏ هو لاعب كرة قدم إيطالي في مركز الهجوم، ولد في 16 مايو 1994 في روما في إيطاليا. لعب مع نادي بارما ونادي فلازنيا إشقودرة.

## وصلات خارجية
- ماورو سيوفي على موقع قاعدة بيانات كرة القدم.إي يو (الإنجليزية)
- ماورو سيوفي على موقع Soccerway.com (الإنجليزية)